# IL Hødd
El Idrottslaget Hødd es un club deportivo noruego de la ciudad de Ulsteinvik, en Møre og Romsdal, fundado en 1919. Cuenta con secciones en balonmano, gimnasia y fútbol, por la que es más conocido a nivel internacional. El equipo de fútbol disputa sus partidos en el Høddvoll Stadion.
El Hødd juega actualmente en la Segunda División de Noruega, la tercera categoría nacional. El club jugó en primera división en 1966, 1969–72 (cuatro temporadas) y 1995 y es el equipo que más temporadas ha disputado en segunda división. El Hødd ganó la Copa de Noruega en 2012, su primer título oficial en su historia.

## Historia
Fue fundado el 1 de agosto de 1919 en la ciudad de Ulsteinvik en Møre og Romsdal, su nombre Hødd es en honor al arquero de la Mitología Noruega y significa batalla o pelea y no eran un equipo competitivo antes de la Segunda Guerra Mundial por los dos equipos importantes de la región, el Rollon y el Aalesund. Ascendieron por primera vez a la Tippeligaen en 1965.
En el año 2012 ganaron su primer Copa de Noruega y se salvaron del descenso de la Adeccoligaen en esa temporada, venciendo en la final de la copa al Tromsø 4-2 en la definición por penales.

## Palmarés
- Copa de Noruega (1): 2012
- Fair Play ligaen (1): 2022

## Participación en Compticiones de la UEFA
| Temporada | Torneo             | Ronda            | Club   | Casa | Visita | Global |
| --------- | ------------------ | ---------------- | ------ | ---- | ------ | ------ |
| 2013–14   | UEFA Europa League | Clasificatoria 2 | Aktobe | 1–0  | 0–2    | 1–2    |